# Cameron (Carolina do Sul)
Cameron é uma cidade  localizada no estado norte-americano de Carolina do Sul, no Condado de Calhoun.

## Demografia
Segundo o censo norte-americano de 2000, a sua população era de 449 habitantes.
Em 2006, foi estimada uma população de 420, um decréscimo de 29 (-6.5%).

## Geografia
De acordo com o United States Census Bureau tem uma área de
8,1 km², dos quais 8,1 km² cobertos por terra e 0,0 km² cobertos por água. Cameron localiza-se a aproximadamente 49 m acima do nível do mar.

## Localidades na vizinhança
O diagrama seguinte representa as localidades num raio de 16 km ao redor de Cameron.